# فاینال فانتزی ۲
فاینال فانتزی II (به ژاپنی: ファイナルファンタジーII Fainaru Fantajī Tsū) یک بازی ویدئویی در سبک نقش‌آفرینی که در سال ۱۹۸۸ توسط شرکت اسکوئر (بعداً به اسکوئر انیکس تغییر نام داد) برای ان‌ای‌اس، پلی‌استیشن، پلی‌استیشن همراه و گیم بوی ادوانس منتشر شد. این دومین قسمت از مجموعه بازی‌های فاینال فانتزی به شمار می‌رود.